# Mary Rand

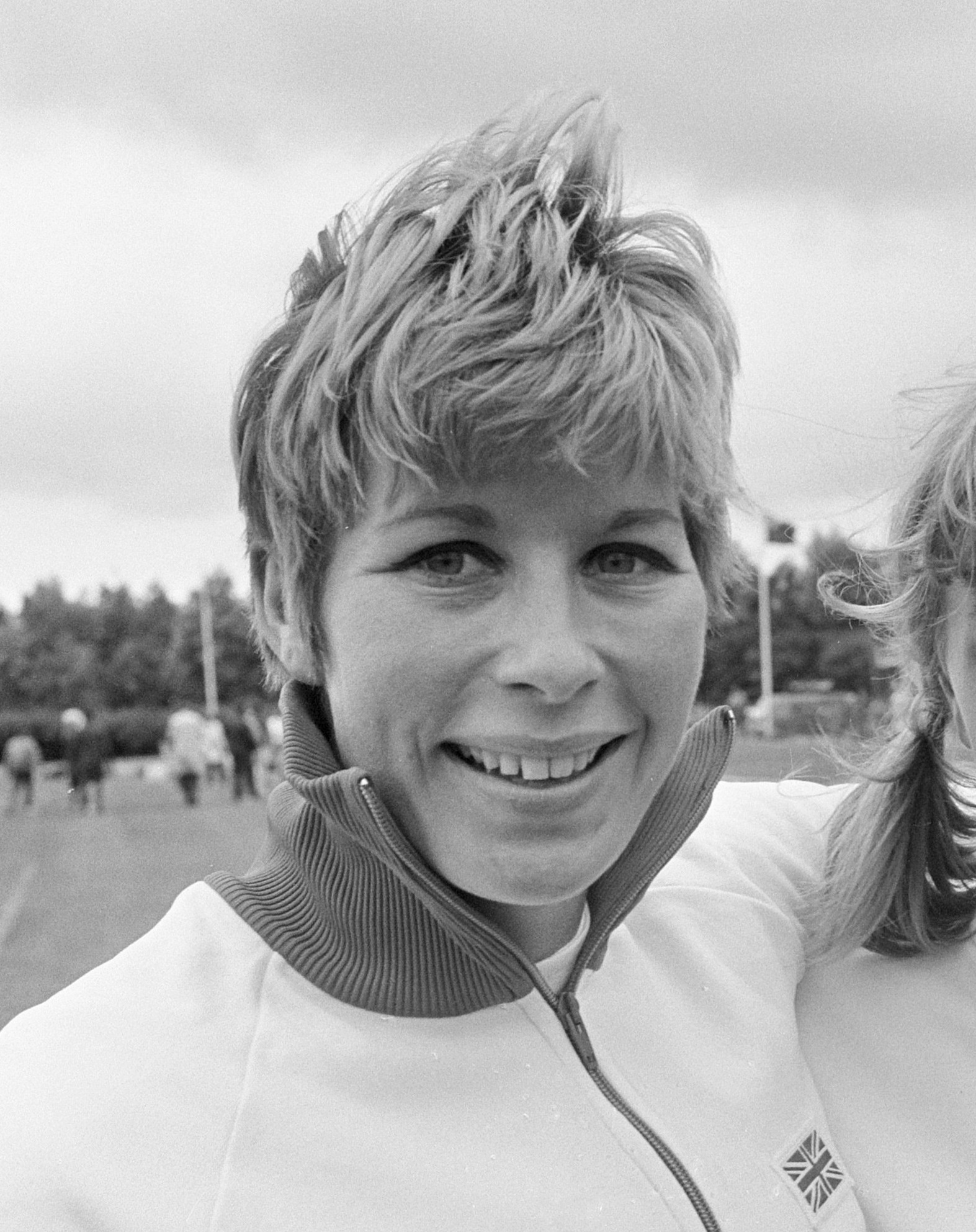
Mary Rand, 1966

Mary Rand (Mary Denise Rand, geb. Bignal; * 14. Februar 1940 in Wells, Somerset) ist eine ehemalige britische Leichtathletin (Weitsprung) und Olympiasiegerin.
Mary Rand ist die erste Britin, die für ihr Land in der Leichtathletik eine Goldmedaille gewann. Wenige Tage nach ihrem Erfolg gewann Ann Packer als zweite Britin Gold im 800-Meter-Lauf. 

## Karriere
Ihren ersten großen internationalen Auftritt hatte sie, noch unter ihrem Geburtsnamen Bignal, bei den British Empire and Commonwealth Games 1958 in Cardiff. Mit 1,61 m wurde sie Fünfte im Hochsprung, mit 5,97 m im Weitsprung gewann sie Silber hinter ihrer englischen Mannschaftskameradin Sheila Hoskin mit 6,02 m. Einen Monat später belegte sie bei den Europameisterschaften 1958 in Stockholm Platz sieben im Fünfkampf.
Bei den Olympischen Spielen 1960 in Rom war sie als Favoritin im Weitsprung gesetzt, konnte aber nur einen neunten Platz erreichen. Die Bronzemedaille im 80-Meter-Hürdenlauf verpasste sie in 11,1 s nur um eine Zehntelsekunde. 
Bei den Europameisterschaften 1962 in Belgrad gewann sie mit der 4-mal-100-Meter-Staffel die Bronzemedaille. Ebenfalls Bronze gewann sie im Weitsprung mit windunterstützten 6,22 m. 
Bei den Olympischen Spielen 1964 in Tokio, Japan gewann Rand in der 4-mal-100-Meter-Staffel die Bronzemedaille zusammen mit ihren Teamkolleginnen Janet Simpson, Daphne Arden und Dorothy Hyman. Silber gewann sie im Fünfkampf zwischen den für die Sowjetunion antretenden Irina Press (Gold) und Galina Bystrowa (Bronze). Im Weitsprung gewann sie die Goldmedaille mit der Weltrekordweite von 6,76 m vor der Polin Irena Kirszenstein (Silber) und der Russin Tatjana Schtschelkanowa (Bronze). Sie wurde im gleichen Jahr zur BBC Sports Personality of the Year, zum Sportler des Jahres in Großbritannien, gewählt.
In Kingston, Jamaika, bei den British Empire and Commonwealth Games 1966 gewann sie mit 6,36 m den Weitsprung. Einen Monat später bei den Europameisterschaften 1966 in Budapest wurde sie noch einmal Vierte im Fünfkampf. 
Nach dem Scheitern ihrer ersten Ehe mit dem Ruderer Sidney Rand heiratete sie 1969 den US-amerikanischen Zehnkämpfer Bill Toomey, wurde 1992 geschieden, heiratete John Reese und lebt heute in den USA.

## Bestleistungen
- 100-Meter-Lauf: 11,7 s (1963)
- 200-Meter-Lauf: 23,9 s (1967)
- Hochsprung: 1,72 m (1964)
- Weitsprung: 6,76 m (1964)